# 전기자 초퍼 제어

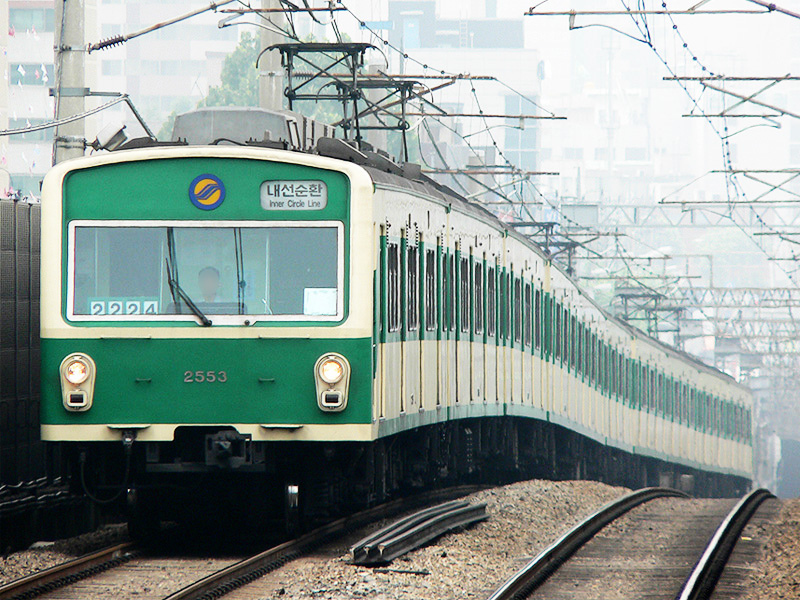
서울교통공사 2000호대 초퍼제어 전동차 (전량 퇴역 및 폐차)

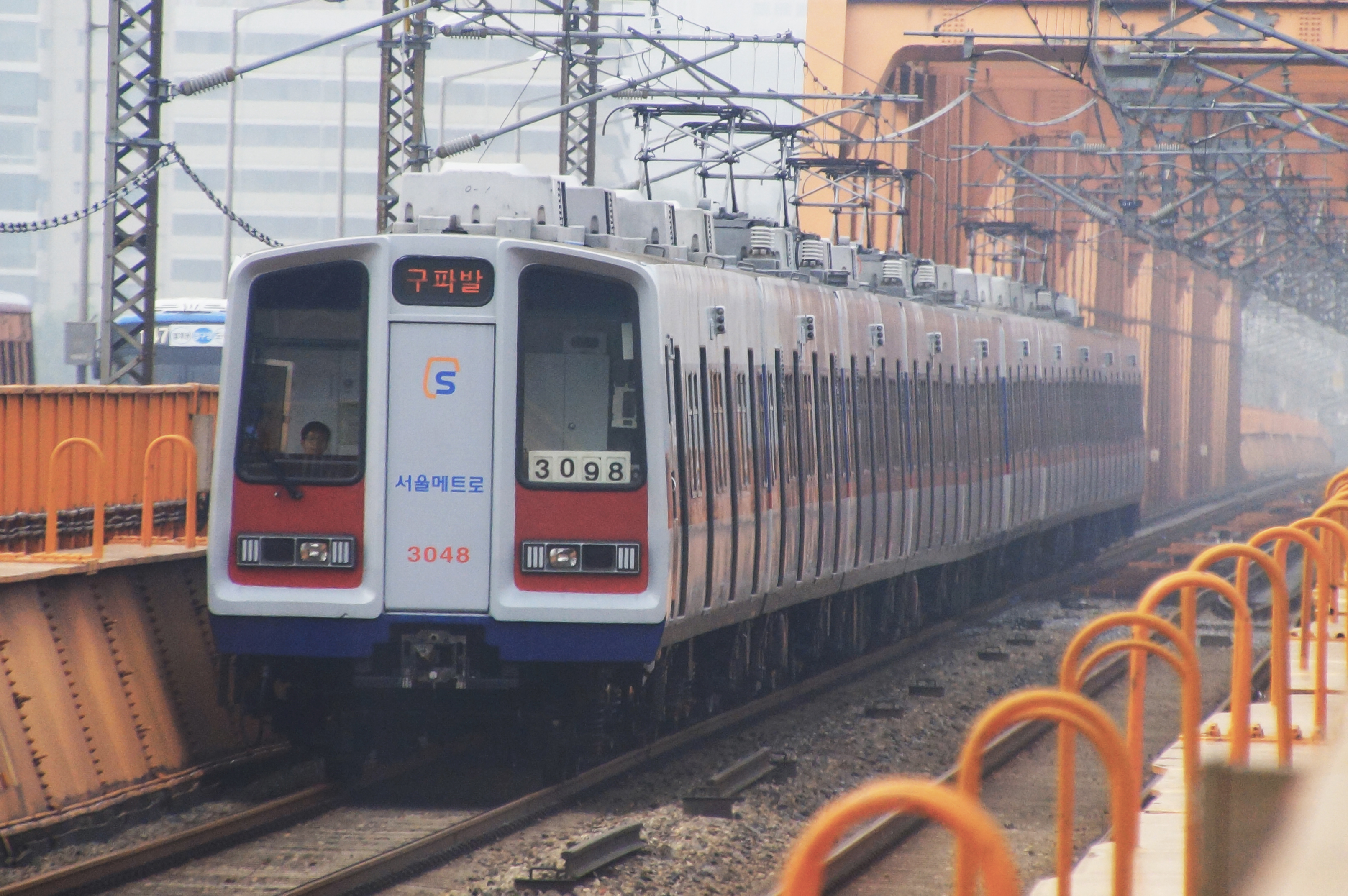
서울교통공사 3000호대 초퍼제어 전동차 (전량 퇴역 및 폐차)

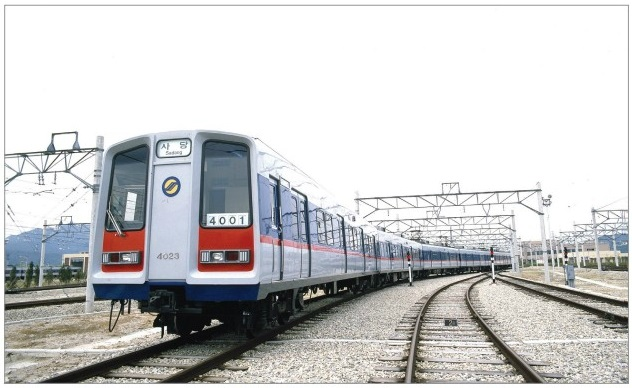
서울교통공사 4000호대 초퍼제어 전동차 (전량 퇴역 및 폐차)

전기차 초퍼 제어(電機子chopper制御, 영어: armature chopper control)는 철도차량에 있어 직류전동기의 제어 방식 중 하나로, 직류 전류를 고속도에서 스위칭하여 잘게 써는(Chop 하는) 초퍼 제어를 주회로(주 전동기의 전기자 회로)에 접속하여 전압을 제어하는, 주회로 초퍼 제어라 불리는 경우도 있다. 단순히 초퍼 제어, 또는 사이리스터 초퍼 제어라 하면 이 방식을 가리킨 경우가 많다. 초퍼 회로, 채용 차량에 대해서는 초퍼 제어를 참조. 또, 전기자 전류와 계자 전류를 독립 제어한 방식을 고주파 분권 초퍼 제어(4상한 초퍼 제어)라고 구별한 경우도 있다. 이 항목에서는 그것에 대해서도 해설한다.

## 특징
회생 제동의 실현
중속역에서부터 저속역까지 안정된 회생제동이 가능하며, 소비 전력을 감소시킬 수 있으며, 발전제동용 저항기를 탑재하지 않아도 되므로 차량의 경량화가 가능하다. 회로가 승압 초퍼를 구성하기 때문에 고속에서는 사용이 한정되며, 전류를 줄여 회생전압을 내리든지, 직렬로 저항기를 삽입해 전압 강하를 이용하는 방식이 이용된다.
점착성능의 향상
저항제어계의 제어 방법과는 달리 스텝이 없는 무단계 제어가 가능하기 때문에, 점착성능을 향상시킬 수 있다. 따라서, 동일 기동가속도라면 동력차 비율(MT비)을 낮출 수 있다.
보수소요 감소
반도체소자를 사용한 제어 방식이므로, 저항제어에 쓰이는 제어기와 같은 기계적인 습동부나 접점이 없어, 보수작업을 줄일 수 있다.
역행시의 에너지 손실 저감
저항제어의 경우 특히 기동시에 전력손실이 발생하지만, 이 방식에서는 그것을 줄일 수 있다.
장치가 고가
이것은 이 방식의 최대의 단점이다. 이 방식이 많이 사용된 1970년대 전반부터 1980년대 후반 단계에서는, 철도차량과 같은 대전력을 제어하는 반도체 기기가 발달하지 않은 상태였으며, 가격도 고가였다.
직류형 전동기 사용으로 브러시 정류자 교환 필요
저항제어와 마찬가지로 직류형 전동기를 사용하므로 브러시와 정류자 교체가 필요하다.
주행음
가속・감속시에는 일정한 주파수로 '뿌-'하는 특징적인 음이 발생한다. 이것은 고속으로 전원을 ON/OFF하기 때문이다. 예를 들면, A4, 라 음이 울리는 차량은, 약 440헤르츠로 전원 직류 전압을 제어하는 것이다.

## 역사
이 방식은 다룬 출력의 크기에 비해 발열이 적어, 지하 터널 내부의 온도상승에 고심하고 있던 일본의 지하철 사업자 제도고속도교통영단(현.도쿄 메트로)이 1965년 이후 적극적으로 실험을 실시했다. 1968년, 세계 최초로 이 방식에 회생제동 기능을 부가한 도쿄 지하철 6000계 전동차가 데뷔한다. 도입의 주 목적은 잇따른 증발이나 지하수량의 저하 등으로 상승하고 있던 터널 내 온도를 감안하여, 저항기의 발열을 억제하기 위한 것이었다.
이후 유류 파동의 여파로, 고효율 전력 회생(회생 제동)에 의한 에너지 절약의 중요성이 거론됨에 따라, 일본국유철도(현.JR) 등의 타 사업자도 에너지 절약 전동차로서 일본국유철도 201계 전동차(서일본여객철도 소속) 및 일본국유철도 203계 전동차(동일본여객철도 소속) 등에 이 방식을 채택한다. 한국에서는 1983년에 2000호대 MELCO 전동차가 이 방식을 처음으로 채용했으며, 동사의 2000호대 GEC 전동차와 3000호대 초퍼제어 전동차, 부산 도시철도인 부산교통공사 1000호대 전동차도 같은 방식을 사용했다.
그러나 1990년대에 이후 브러시리스 교류 전동기(농형 3상 유도전동기)를 사용한 VVVF 인버터 제어가 가격과 성능 면에서 안정되면서 보수 절감 및 운용 경비에서 직류전동기에 비해 크게 우위가 되어, 전 세계적으로 운용되는 전동차의 경우, 대개 VVVF 제어 방식을 널리 보편적으로 사용되고 있다.

## 같이 보기
- 초퍼 제어
- 계자 초퍼 제어
- 계자첨가 여자제어
- 가변 전압 가변 주파수 제어